# Nalanda
Nalanda (Hindi: नालन्दा, Nālandā) ist eine 15 km nördlich von Rajgir (im heutigen indischen Bundesstaat Bihar) gelegene Ruinenstätte. Hier befand sich die im 5. Jahrhundert gegründete größte buddhistische Universität Indiens, an der zeitweise über 10.000 Studenten und 1.000 Professoren studierten und lehrten. Im Juli 2016 nahm die UNESCO Nalanda in die Liste des Weltkulturerbes auf.

## Geschichte
Das buddhistische Kloster von Nalanda erlebte die erste Blütezeit unter der Gupta-Dynastie (271–562), aber auch Harsha von Kannauj, König von Nordindien (606–647), förderte die Bildungsstätte. Das Kloster und die mit ihm verbundene Universität zogen Schüler aus weiten Teilen Asiens an; so z. B. hielten sich im 7. Jahrhundert die chinesischen Pilger Xuanzang und Yijing einige Zeit hier auf und verfassten Berichte, aus denen das Vorherrschen des Mahayana-Buddhismus hervorgeht. Unter der Pala-Dynastie (752–1162) hielt die Blütezeit zunächst noch an, aber mit dem Untergang der Dynastie, begann auch der schnelle Niedergang von Nalanda. Zu Beginn des 13. Jahrhunderts schließlich vernichtete der islamische Jihad (muslimischer Heerführer und Usurpator Muhammad bin Bakhtiyar Khalji) das sehr bedeutende buddhistische Kloster und die Universität, das in den folgenden Jahrhunderten nicht wieder aufgebaut wurde.

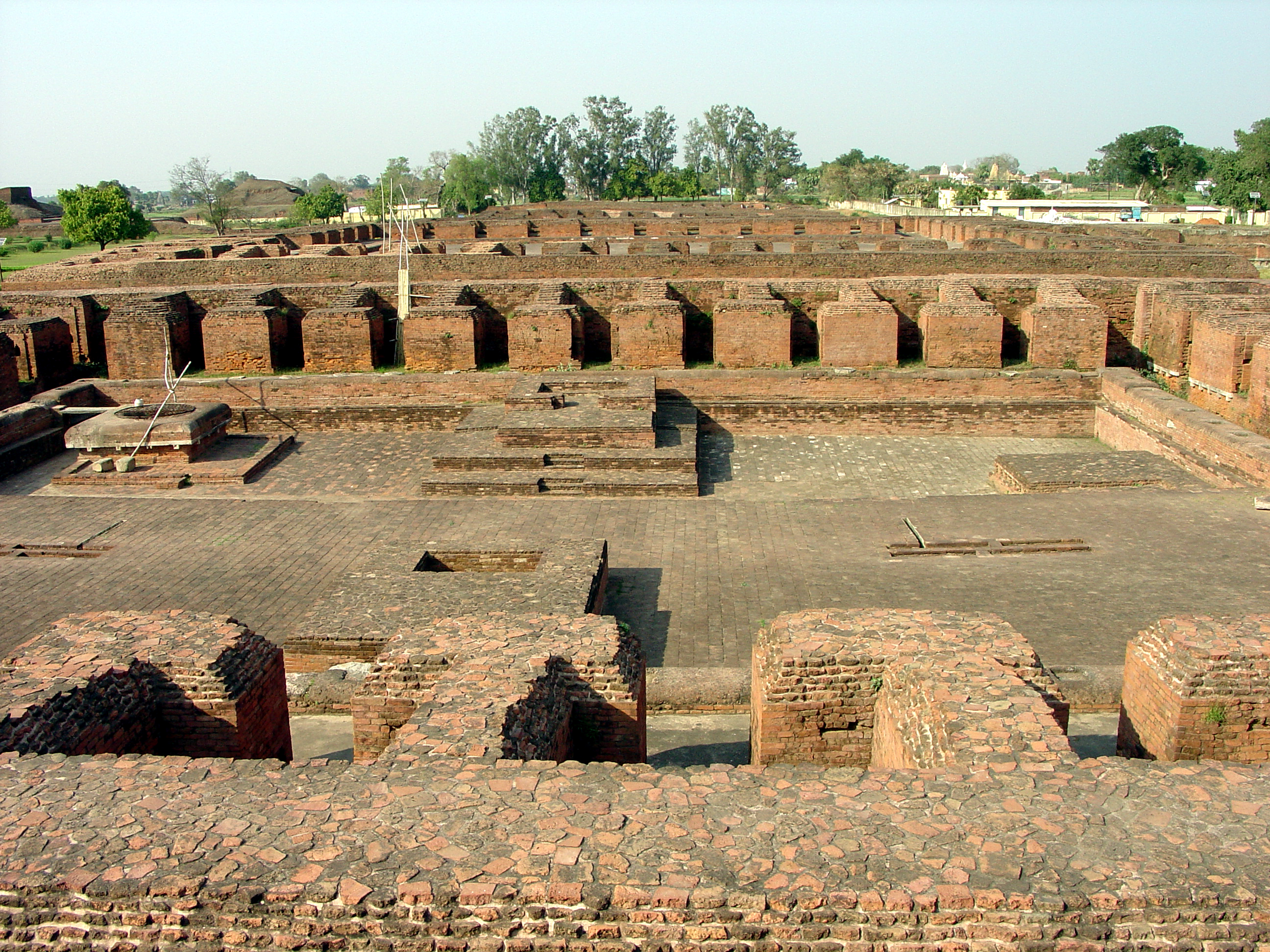
Blick über mehrere Klöster (viharas)

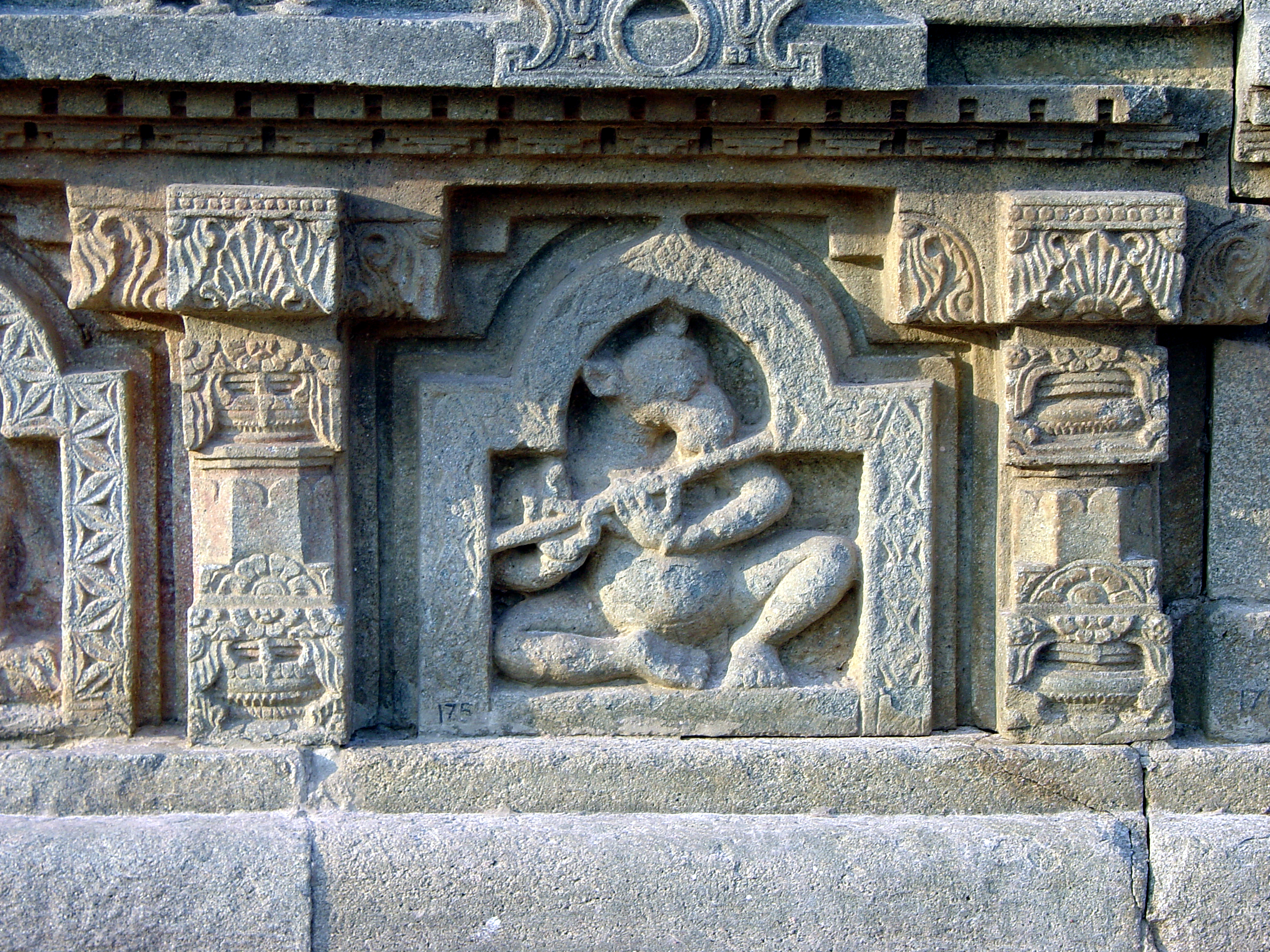
Sockelrelief an Tempel 2

## Klosteranlage
Zur aus Ziegelsteinen errichteten Klosteranlage (Bruchsteine dienten manchmal als Füllmaterial) gehörten in ihrer Blütezeit 9-stöckige Bauten sowie zahlreiche Tempel und Klöster. Die Bibliothek soll 9 Millionen Bücher umfasst haben. Sie war damit zugleich das größte Lehrzentrum der antiken Welt überhaupt.

## Museen
Neben den archäologisch gut gepflegten Anlagen der Klöster und Tempel ziehen insbesondere das Museum, das Multimedia-Museum und die etwas nördlich gelegene neu errichtete Gedenkstätte für den in Nalanda im 7. Jahrhundert lehrenden Xuanzang Pilger und Touristen aus aller Welt an.